# Hjuke och Bil

Animation av månens faser.

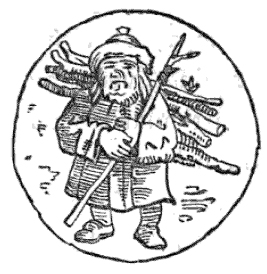
En 1800-talsteckning av Gubben i månen baserad på den germanska folkloristiken.

Hjuke följde, tillsammans med sin syster Bil, månen på dess färd över himlen i den nordiska mytologin. I den yngre eddan berättas att Måne från jorden tog till sig Vidfinns två barn: sonen Hjuke och dottern Bil. Detta skedde "just när de gick bort från brunnen Byrger med sån Sög, som de buro på axlarna med stången Simul". 
Hjuke kan därför ses som identisk med den i senare sägner omtalade "Gubben i månen". Enligt folktron har mannen kommit dit antingen för stöld, arbete på olovlig tid eller någon annan förseelse som upptäckts av Måne. 